# Jean-Baptiste Perrée

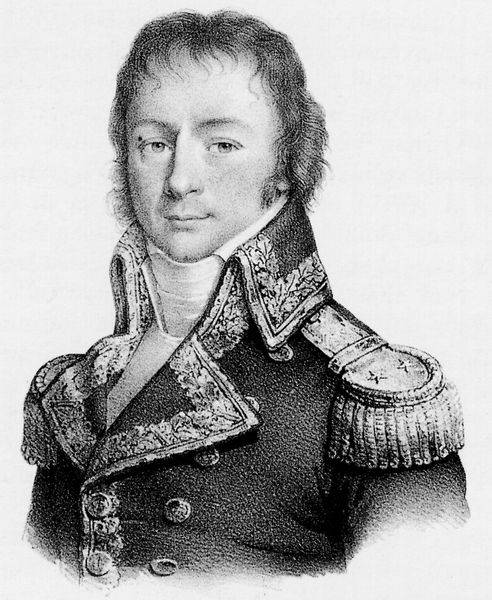
Jean-Baptiste Perrée

Jean-Baptiste Emmanuel Perrée genannt L’Entrépide (* 19. Dezember 1761 in Saint-Valery-sur-Somme; † 18. Februar 1800) während einer Seeschlacht vor Malta war ein französischer Konteradmiral.

## Leben und Wirken
Perrée entstammte einer Familie von Seeoffizieren; sein Vater war Kapitän der „Glorieuse“ und sein Bruder Pierre-François war ebenfalls Kapitän im Napoleonischen Zeitalter.
1773 kam Perrée als Schiffsjunge auf das Handelsschiff „Glorieuse“, das sein Vater kommandierte. Bis 1793 diente Perrée in der französischen Handelsmarine. Er wurde zum Lotsen ausgebildet und 1785 zum Kapitän ernannt. Perrée wurde bald schon ein Anhänger Napoleons und meldete sich zu Beginn des ersten Koalitionskriegs zur Kriegsflotte.
Anfang Mai 1794 wurde Perrée zum Lieutenant befördert und Mitte September desselben Jahres bereits zum Capitaine. Erst war er mit einem kleineren Verband am Handelskrieg hauptsächlich gegen Großbritannien beteiligt. Später segelte Perrée unter Nicolas Lejoille (1759–1799) und Armand Leduc (1764–1832) im Mittelmeer. Am 10. Oktober 1794 lief dieser Verband wieder in Toulon ein.
Bereits am 15. Oktober desselben Jahres wechselte Perrée auf die „Minerve“ und brachte als Begleitschutz, unter dem Oberbefehl von Louis-Gabriel Deniéport (1765–1805) Diplomaten nach Tunis und wieder zurück nach Frankreich.
Nach weiteren Beförderungen bekam Perrée den Befahl über einen kleinen Verband und bekämpfte damit die Briten an der Westküste Afrikas und den kapverdischen Inseln. Zwischen 26. April und 14. November des darauffolgenden Jahres war Perrée abkommandiert, wiederum Diplomaten nach Konstantinopel zu bringen.
Als Napoleon 1798 seinen Feldzug gegen Ägypten plante, wechselte Perrée in den Stab von Admiral François-Paul Brueys d’Aigalliers. Nach der Schlacht bei Chebreiss (13. Juli 1798), in der er verwundet wurde, beförderte ihn Napoleon zum Konteradmiral und verlieh ihm einen Ehrensäbel.
Perrée kämpfte u. a. tapfer vor Abukir (1./2. August 1798) und Akkon (März/Mai 1799). Am 14. Mai 1799 traf er auf britische Schiffe unter Führung von Admiral Sidney Smith, denen er aber entkam. Auf dem Weg zurück nach Toulon war nur geplant, auf der Insel Lampedusa Trinkwasser und Proviant zu laden. Am 18. Juni wurden sie von einem britischen Verband unter Admiral Keith überrascht und angegriffen. Perrée verlor alle seine Schiffe und geriet mit seinen Offizieren in Kriegsgefangenschaft.
Er wurde bald schon ausgetauscht und konnte zurück nach Frankreich. Am 25. November 1799 eröffnete Vizeadmiral Antoine-Jean-Marie Thévenard in Paris ein Kriegsgerichtsverfahren gegen Perrée, doch er wurde in allen Punkten freigesprochen und von der Jury einstimmig rehabilitiert.
Am 28. November 1799 übertrug man Perrée die Führung eines Schiffsverbandes, mit dem er die Truppen der Grande Armée auf Malta (→Geschichte Maltas) unterstützen und deren Nachschub sicherstellen sollte. Am 26. Januar 1800 lief Perrée mit seiner Flotte aus; er selbst war auf der „Généreux“. Nach einem Sturm musste sein Flaggschiff auf den Îles d’Hyères repariert werden und erreichte dann Valletta am 17. Februar. Als am kommenden Tag britische Schiffe gesichtet wurden, verließ Perrée mit der „Généreux“ den Hafen und stellte sich gegen 4 Uhr 30 zum Kampf.
Durch die erste britische Breitseite, die Perrées Schiff traf, wurde auch Perrée verletzt; ein hochgeschleuderter Holzsplitter flog ihm ins linke Auge und ließ ihn zeitweilig erblinden. Er blieb auf seinem Posten und rief seiner Mannschaft zu: „Ce n'est rien, mes amis, continuons notre besogne!“ („Es ist nichts, meine Freunde, lasst uns unsere Pflicht erfüllen!“) Als das Schiff kurze Zeit später erneut getroffen wurde, verlor er dabei sein rechtes Bein. Die „Généreux“ wehrte sich mit allen Mitteln, musste sich aber gegen 5 Uhr 30 ergeben.
Admiral Perrée blieb bewusstlos und starb am selben Tag Abends. Auf Admiral Nelson Anordnung, wurde Perrée in der Chiesa di Santa Lucia alla Badia von Syrakus (Sizilien) begraben.

## Ehrungen
- 14. Juli 1798 Ehrensäbel (verziert mit der Inschrift „Bataille de Chabreiss“ auf der einen Seite und „Donné par le général Bonaparte“ auf der anderen)
- Sein Name findet sich südlichen Pfeiler (24. Spalte) des Triumphbogens am Place Charles-de-Gaulle (Paris).
- Die Rue Perrée in Paris (3. Arrondissement) wurde nach ihm benannt